# Seksualno uznemiravanje
Spolno uznemiravanje ili seksualno uznemiravanje oblik je spolnog nasilja koje uključuje svaki oblik neželjenog verbalnog, neverbalnog ili fizičkog ponašanja prema drugoj osobi koje je uvjetovano njezinim spolom ili rodom, a koje predstavlja povredu njezina dostojanstva i stvaranje neprijateljskog, ponižavajućeg ili uvredljivog okruženja. Verbalno uznemiravanje sastoji se od eksplicitnih ili implicitnih seksualnih komentara, prostačkih šala, neumjesnih telefonskih poziva seksualne naravi ili ležernih seksualnih prijedloga. Neverbalno uznemiravanje može uključivati nedolične geste ili izlaganje pornografskim sadržajima. Fizičko uznemiravanje seksualne prirode podrazumijeva nepoželjan tjelesni kontakt – od dodira, glađenja i šaptanja do prisiljavanja na spolni odnos. Spolno uznemiravanje uključuje i obećavanje nagrade u zamjenu za seksualne usluge. Neki oblici seksualnog uznemiravanja često se i ne prepoznaju kao uznemiravajući jer su toliko uobičajeni da se uzimaju kao dio kulture. Zbog prevladavajuće kulture čest je pravni i društveni nesrazmjer poimanja seksualnog uznemiravanja.
Seksualno uznemiravanje može se dogoditi u mnogim društvenim okruženjima i na mjestima poput radnog mjesta, doma, škole ili crkve. Nasilnici ili žrtve mogu biti bilo kojeg spola ili roda.
U većini modernih pravnih sustava seksualno je uznemiravanje nezakonito. Iako se smatra da je blaži oblik nasilja od spolnog zlostavljanja i silovanja, i seksualno uznemiravanje kažnjava se zatvorskom kaznom; hrvatski kazneni zakon ovako navodi: »Tko spolno uznemirava drugu osobu kojoj je nadređen ili koja se prema njemu nalazi u odnosu zavisnosti ili koja je posebno ranjiva zbog dobi, bolesti, invaliditeta, ovisnosti, trudnoće, teške tjelesne ili duševne smetnje, kaznit će se kaznom zatvora do dvije godine.« Po istom zakonu sankcionira se osvetnička pornografija i to zatvorom do jedne godine ako su intimne snimke nastale uz pristanak podijeljene s trećom osobom, a zatvorom do tri godine ako su računalnim mrežama postale dostupne većem broju ljudi.
Zakoni koji se odnose na seksualno uznemiravanje obično ne zabranjuju zadirkivanje, nenamjerne komentare ili manje izolirane incidente pod uvjetom da ne ugrožavaju opći kodeks ponašanja.[nedostaje izvor] Na radnom mjestu uznemiravanje se može smatrati ilegalnim ako je učestalo ili ozbiljno, te tako stvara neprijateljski nastrojeno ili neprijatno radno okruženje, ili ako rezultira nepovoljnim ishodom za karijeru žrtve – degradiranjem na nepovoljnije radno mjesto, suspenzijom ili otkazom.  
Seksualno uznemiravanje koje čini poslodavac oblik je nezakonite diskriminacije prilikom zapošljavanja. Za mnoga poduzeća ili organizacije sprječavanje seksualnog uznemiravanja i obrana zaposlenika od optužbi za seksualno uznemiravanje postali su ključni ciljevi donošenja pravnih odluka.
Prema istraživanju Centra za ženske studije iz 2021. godine dvije trećine žena u Hrvatskoj doživjele su spolno uznemiravanje na poslu: neželjene seksualne primjedbe (90 %), sugestivne komentare i šale (65 %), požudno gledanje u dijelove tijela, neželjeno grljenje ili ljubljenje (50 %), pozive seksualne prirode (40 %), primanje neželjenog eksplicitnog sadržaja (15 %) itd. U šezdeset posto slučajeva nasilnik je bila izravno nadređena osoba, a tek je svaka peta žrtva prijavila uznemiravanje.  Istraživanje iz 2001. pokazalo je da je svaka šesnaesta studentica bila teže pogođena, na primjer seksualnom ucjenom za ocjenu, a svaka treća doživjela je neki oblik spolnog uznemiravanja. U Europi se 18 % djevojaka i 8 % mladića susrelo s nekim oblikom seksualnog nasilja.

## Povijest
Suvremeno pravno shvaćanje seksualnog uznemiravanja prvi je put razvijeno 1970-ih iako su koncepti povezani s tim postojali u mnogim kulturama.

### Naziv »seksualno uznemiravanje«
Premda se pravna aktivistkinja Catharine MacKinnon sa svojom knjigom Seksualno uznemiravanje zaposlenih žena iz 1979. godine ponekad smatra zaslužnom za stvaranje zakona o seksualnom uznemiravanju u Sjedinjenim Američkim Državama, ona nije skovala taj pojam. Izraz se pojavio u tiskanom obliku u časopisu The Globe and Mail objavljenom u Torontu 1972. godine. Rana upotreba tog izraza pojavljuje se u izvješću o diskriminaciji iz 1973. pod nazivom "Saturnovi prstenovi" koje je napisala dr. Mary Rowe. U to je vrijeme Rowe bila kancelarka za žene i rad na Tehnološkom institutu u Massachusettsu (MIT). Zahvaljujući njezinu radu MIT je bila jedna od prvih velikih organizacija u SAD-u koja je razvila posebne postupke usmjerene na zaustavljanje seksualnog uznemiravanja. Rowe tvrdi da se o zlostavljanju žena na radnom mjestu raspravljalo u ženskim grupama u Massachusettsu početkom 1970-ih. Na Sveučilištu Cornell instruktorica Lin Farley otkrila je da su žene u raznim debatnim skupinama više puta navodile slučajeve dobivanja otkaza ili napuštanje posla jer su ih muškarci uznemiravali i zastrašivali. Smislila je pojam "seksualno uznemiravanje" kako bi opisala problem i opširno ga je opisala u svjedočenju 1975. godine pred Povjerenstvom za ljudska prava u New Yorku.
U knjizi In Our Time: Memoir of a Revolution (1999.) novinarka Susan Brownmiller tvrdi da su žene u Cornellu postale aktivistkinje nakon što ih je za pomoć zatražila Carmita Dickerson Wood, 44-godišnja samohrana majka koju je uznemiravao član fakulteta na Cornellovu odsjeku za nuklearnu fiziku.
Jedna od prvih pravnih formulacija koncepta seksualnog uznemiravanja u skladu sa spolnom diskriminacijom i stoga zabranjenim ponašanjem prema stavci VII Zakona o građanskim pravima iz 1964. pojavila se u prekretničkoj knjizi Catharine MacKinnon iz 1979. pod naslovom "Seksualno uznemiravanje zaposlenih žena".

### Ključni slučajevi seksualnog uznemiravanja
Seksualno uznemiravanje prvi je put definirano u američkom pravu kao rezultat niza slučajeva u sedamdesetim i osamdesetim godinama 20. stoljeća. Mnoge od prvih žena koje su vodile takve slučajeve bile su Afroamerikanke, često bivše aktivistkinje za građanska prava koje su primjenjivale načela građanskih prava na spolnu diskriminaciju.
Presudama Williams v. Saxbe (1976.) i Paulette L. Barnes, podnositeljica žalbe, v. Douglas M. Costle, administrator Agencije za zaštitu okoliša (1977.) utvrđeno je da je spolna diskriminacija otpustiti nekoga zbog odbijanja udvaranja nadređene osobe. Otprilike u to isto vrijeme Bundy v. Jackson bio je prvi savezni žalbeni sudski postupak u kojem je utvrđeno da je seksualno uznemiravanje na radnom mjestu diskriminacija pri zapošljavanju. Pet godina poslije Vrhovni sud složio se s tim stajalištem u slučaju Meritor Savings Bank v. Vinson. Drugi pionirski pravni slučaj bio je slučaj Alexander v. Yale, koji je utvrdio da se seksualno uznemiravanje studentica može smatrati spolnom diskriminacijom prema članku IX, pa je stoga nezakonito.
Izraz je bio nepoznat izvan akademskih i pravnih krugova sve do ranih devedesetih godina 20. stoljeća, kada je Anita Hill svjedočila protiv Clarencea Thomasa, kandidata za Vrhovni sud Sjedinjenih Država. Od njezina svjedočenja broj slučajeva seksualnog uznemiravanja prijavljenih u Sjedinjenim Američkim Državama i Kanadi povećao se za 58 posto i u stalnom je rastu.

## Okolnosti
Seksualno uznemiravanje može se pojaviti u različitim okolnostima i na mjestima kao što su tvornice, škole, fakulteti, kazalište i glazbena industrija. Često počinitelj ima ili će uskoro imati moć nad žrtvom i to zbog razlika u društvenim, političkim, obrazovnim ili radnim odnosima, kao i u dobi. Odnosi uznemiravanja određeni su na mnogo načina:
- Počinitelj može biti bilo tko – klijent, suradnik, roditelj ili zakonski skrbnik, rođak, učitelj ili profesor, učenik, prijatelj ili stranac.
- Uznemiravanje se može dogoditi na različitim mjestima – u školama,[25] na fakultetima, radnim mjestima, u javnosti i na drugim mjestima.
- Uznemiravanje se može dogoditi bez obzira na to postoje li svjedoci.
- Počinitelj može biti potpuno nesvjestan da je njegovo ili njezino ponašanje uvredljivo ili predstavlja seksualno uznemiravanje. Počinitelj može biti potpuno nesvjestan da bi njegovi postupci mogli biti protuzakoniti.[26]
- Incidenti uznemiravanja mogu se dogoditi u situacijama u kojima ciljana osoba možda nije svjesna ili ne razumije što se događa.
- Incident se može dogoditi i samo jednom.
- Uznemiravane osobe mogu patiti od stresa, socijalnog povlačenja, poremećaja spavanja, poteškoća s prehranom i drugih zdravstvenih tegoba.
- Žrtva i počinitelj mogu biti bilo kojeg spola.
- Počinitelj ne mora biti suprotnog spola.
- Incident može nastati iz nesporazuma počinitelja i/ili žrtve. Ti nesporazumi mogu biti razumni ili nerazumni.

U novije vrijeme društvene interakcije, pa stoga i seksualno uznemiravanje, sve se češće odvijaju na internetu, na primjer u videoigrama, na forumima ili u sobama za chat. Prema statističkim podacima PEW-a o internetskom uznemiravanju iz 2014. dvadeset i pet posto žena i trinaest posto muškaraca u dobi od 18 do 24 godine doživjelo je seksualno uznemiravanje na internetu.

### Na radnom mjestu
Povjerenstvo Sjedinjenih Američkih Država za jednake mogućnosti pri zapošljavanju (EEOC) definira seksualno uznemiravanje na radnom mjestu kao "neželjeno seksualno udvaranje, zahtjeve za seksualnim uslugama i drugo verbalno ili fizičko ponašanje seksualne prirode… kada to ponašanje izričito ili implicitno utječe na zapošljavanje pojedinca, nerazumno ometa radni učinak pojedinca ili stvara zastrašujuće, neprijateljsko ili uvredljivo radno okruženje” (EEOC). "Dotično ponašanje mora biti nepoželjno u smislu da ga zaposlenik nije niti tražio niti poticao te u smislu da zaposlenik ponašanje smatra nepoželjnim ili uvredljivim." "Posebno kada navodni uznemirivač može imati neki razlog da vjeruje da će udvaranje biti dobrodošlo (npr. prethodni sporazumni spolni odnos), važno je da žrtva priopći da je ponašanje nepoželjno."
Statistika pokazuje da su na radnom mjestu u Sjedinjenim Američkim Državama 79 % žrtava seksualnog uznemiravanja žene, a 21 % muškarci. Od tog broja 51 % tih osoba uznemiravala je nadređena osoba. Iako se seksualno uznemiravanje ne događa u svim profesijama, sektori kao što su poduzetništvo, trgovina, bankarstvo i financije najveće su industrije u kojima dolazi do seksualnog uznemiravanja. Dvanaest posto žrtava dobilo je prijetnje otkazom ako nisu udovoljile zahtjevu svojih uznemirivača. 
U Europi, prema procjenama Europskog ženskog lobija, neželjeno seksualno ponašanje i uznemiravanje na radnom mjestu doživjelo je 40 do 50 % žena. Pravobraniteljica za ravnopravnost spolova i Ženska sekcija Saveza samostalnih sindikata Hrvatske (SSSH) 2005. godine objavile su 2005. godine da se u Hrvatskoj radi o 38% žena.

### U vojsci
Studije seksualnog uznemiravanja pokazale su da je ta pojava znatno češća u vojsci nego u civilnom okruženju. Tijekom 2018. napadnuto je otprilike 20 500 ljudi u oružanim snagama SAD-a (oko 13 000 žena i 7500 muškaraca) u odnosu na 14 900 napadnutih 2016. Kanadska studija pokazala je da su ključni čimbenici rizika povezani s vojnim okruženjima mlada dob vojnog osoblja, "izolirana i integrirana" priroda smještaja, manjinski status žena i nerazmjeran broj muškaraca na visokim položajima. Smatra se da tradicionalne muške vrijednosti i ponašanja koja su nagrađena i ojačana u vojnim okvirima također igraju značajnu ulogu, kao i isticanje konformizma i poslušnosti.
Iako je i dio muškog vojnog osoblja seksualno uznemiravan, znatno je vjerojatnije da će biti pogođene žene. Američka, britanska i francuska istraživanja pokazuju da se mlađe žene i žene koje su se pridružile vojsci u mlađoj dobi suočavaju s većim rizikom od seksualnog uznemiravanja. Djeca regruti (mlađi od 18 godina) i kadeti također se suočavaju s povećanim rizikom. Primjerice, u Ujedinjenom Kraljevstvu od 2012. je zabilježeno na stotine pritužbi na seksualno zlostavljanje kadeta.
Ratni zarobljenici u posebno su visokom riziku da dožive seksualno uznemiravanje ili napad. Tijekom rata u Iraku osoblje američke vojske i Središnje obavještajne agencije SAD -a počinilo je niz prekršaja ljudskih prava nad zatočenicima u zatvoru Abu Ghraib kao što su silovanje, sodomija i drugi oblici seksualnog nasilja. Iako je općenito prepoznat rizik od seksualnog nedoličnog ponašanja u oružanim snagama, istraživanja u Australiji, Kanadi, Francuskoj, Ujedinjenom Kraljevstvu i SAD-u pokazuju da osoblje nerado prijavljuje incidente, obično iz straha od odmazde. Za žene žrtve seksualnog uznemiravanja veća je vjerojatnost da će poslije patiti od mentalne bolesti povezane sa stresom nego druge žene. Istraživanje u SAD-u pokazalo je da je vjerojatnost od pojave posttraumatskog stresnog poremećaja (PTSP-a) nakon sudjelovanja u vojnim operacijama veća za devet puta u slučajevima kad je seksualno zlostavljanje ženskog vojnog osoblja psihički traumatično iskustvo.

## Tipovi zlostavljača
Jedna od poteškoća u razumijevanju seksualnog uznemiravanja jest ta što uključuje niz različitih ponašanja. U većini slučajeva (iako ne u svim slučajevima) žrtvi je teško opisati što je doživjela. To može biti povezano s poteškoćama u definiranju situacije ili sa stresom i poniženjem koje je žrtva doživjela. Štoviše, ponašanje i motivi razlikuju se u pojedinim slučajevima.
Autorica Martha Langelan opisuje četiri različita tipa zlostavljača.
- Predatorski uznemirivač: osoba koja doživljava seksualno uzbuđenje ponižavanjem drugih. Taj se uznemirivač može koristiti seksualnim iznuđivanjem, a često i uznemiravati samo kako bi vidio kako reagiraju žrtve. One koje se ne opiru mogu čak postati i žrtve silovanja.
- Dominantni uznemirivač: najčešći tip uznemirivača koji se koristi uznemirujućim ponašanjem da bi pojačao ego.
- Strateški ili teritorijalni nasilnici: osobe koje nastoje zadržati privilegije na poslovima ili fizičkim lokacijama. Primjer toga jest muško uznemiravanje zaposlenice u pretežito muškom zanimanju.
- Ulični uznemirivač: osobe koje seksualno uznemiruju druge osobe na javnom mjestu. U ulično uznemiravanje ubraja se verbalno i neverbalno seksualno agresivno ponašanje, opaske koje su često seksualne prirode i odnose se na fizički izgled ili prisutnost osobe u javnosti.[56]

## Prevencija
Seksualno uznemiravanje i napad mogu spriječiti obrazovni programi u srednjoj školi, na fakultetu i na radnom mjestu. Mnoga studentska bratstva i sestrinska društva u Sjedinjenim Američkim Državama poduzimaju preventivne mjere protiv zlostavljanja i zlostavljačkih aktivnosti tijekom davanja zakletve sudionika (što često može podrazumijevati seksualno uznemiravanje). Mnoge organizacije i sveučilišta diljem te države provode politike protiv zlostavljanja koje izričito priznaju različite činove i primjere zlostavljanja te nude preventivne mjere za takve situacije. 
Programi obuke protiv seksualnog uznemiravanja nisu se pokazali pretežno učinkovitima i "neka istraživanja sugeriraju da bi edukacija mogla imati negativan učinak, jačajući rodne stereotipe koji žene stavljaju u nepovoljan položaj".
Korištenje audiozapisa i videozapisa može biti od koristi u sprječavanju seksualnog uznemiravanja na radnom mjestu. Aplikacije za snimanje zvuka dostupne su na pametnim telefonima, a mogu se, primjerice, rabiti za vrijeme razgovora za posao.

## Posljedice na žrtvu
Učinci seksualnog uznemiravanja mogu biti različiti. U istraživanju koje je provela Agencija za temeljna prava Europske unije 17 335 žena žrtvi seksualnog napada zamoljeno je da navedu kako su se osjećale nakon najozbiljnijeg incidenta seksualnog napada s kojim su se susrele od svoje 15. godine. Ljutnja, uznemiravanje i osjećaj sramote bili su najčešći emocionalni odgovori, pri čemu je 45 % žena osjećalo ljutnju, 41 % uznemirenost i 36 % osjećaj sramote. Nadalje, gotovo svaka treća žena (29 %) koja je doživjela seksualno uznemiravanje rekla je da se nakon najtežeg incidenta osjećala uplašeno, dok je jedna od pet (20 %) žrtava rekla da je osjećala sram zbog onoga što se dogodilo. U drugim situacijama uznemiravanje može dovesti do privremenog ili dugotrajnog stresa ili depresije, ovisno o žrtvinim psihološkim sposobnostima da se nosi s tim, o vrsti uznemiravanja i o društvenoj potpori ili njezinu nedostatku. Harnois i Bastos (2018.) dokazali su povezanost percepcije žena o seksualnom uznemiravanju na radnom mjestu i fizičkog zdravlja koje su same prijavile. Psiholozi i socijalni radnici izvještavaju da ozbiljno ili kronično seksualno uznemiravanje može imati iste psihološke učinke kao silovanje ili seksualni napad. Primjerice, godine 1995. Judith Coflin počinila je samoubojstvo nakon što su je šefovi i suradnici kronično seksualno uznemiravali. Njezinoj je obitelji kasnije dosuđeno šest milijuna dolara kaznene i kompenzacijske odštete. Žrtve koje se odupiru uznemiravanju također mogu doživjeti različite oblike odmazde kao što su izolacija i nasilje.
Kao opći društveni i gospodarski učinak seksualno uznemiravanje svake godine lišava žene aktivnog društvenog i ekonomskog sudjelovanja i stoji na stotine milijuna dolara zbog izgubljenih obrazovnih i profesionalnih mogućnosti većinom djevojčica i žena.

### Suočavanje
Seksualno uznemiravanje po definiciji je neželjeno i ne tolerira se. Međutim, postoje načini da povrijeđeni i ozlijeđeni ljudi prevladaju nastalu psihološku bol, ostanu u društvu ili se vrate u njega, vrate zdrave osjećaje u osobnim odnosima nakon preboljele vanjske traume, ponovo postanu društveno prihvaćeni i vrate sposobnost koncentracije i vlastitu produktivnost u obrazovnom i radnom okruženju. To uključuje upravljanje stresom i terapiju, kognitivno-bihevioralnu terapiju, podršku prijatelja i obitelji te promicanje te problematike u društvu.
Preporučuje se hitno psihološko i pravno savjetovanje jer samostalno liječenje možda neće riješiti stres ili ukloniti traumu, a samo prijavljivanje vlastima možda neće imati željeni učinak. Žrtvina prijava ponekad se zanemari ili nedovoljno istraži, a može i pogoršati stanje i položaj žrtve.
Studijom iz 1991. koju je proveo K. R. Yount utvrđene su tri dominantne strategije za suzbijanje seksualnog uznemiravanja na poslu na uzorku žena zaposlenih u rudarstvu: "dama", "flert" i "tomboy". "Dame" su tipično starije radnice koje su se nastojale držati podalje od muškaraca, izbjegavale su vulgarnosti i seksualna ponašanja. Također su nastojale svojim izgledom i manirama naglasiti da su dame. Posljedice za "dame" bile su da su najmanje bile mete nabacivanja, zadirkivanja i seksualnog uznemiravanja, ali su dobivale i najmanje prestižne i najniže plaćene poslove. "Flert" su najčešće bile mlađe slobodne žene. Služile su se ovim obrambenim mehanizmom: pretvarale su se da im laska kad su bile metom seksualnih komentara. Slijedom toga percipirane su kao "utjelovljenje ženskog stereotipa bez potencijala i dobile su najmanje mogućnosti za razvoj radnih vještina i za uspostavljanje društvenog i osobnog identiteta kao rudarice." "Tomboys" su općenito bile slobodne žene, ali bile su starije od "flert" žena. Pokušale su se odvojiti od ženskog stereotipa te se usredotočile na svoj status rudarica i pokušale izgraditi "debelu kožu". Na uznemiravanje su odgovorile humorom, povratnim dobacivanjima, vlastitim seksualnim komentarima ili uzajamnošću. Zbog toga su na njih često gledali kao na kurve ili seksualno promiskuitetne te kao na žene koje su prekršile spolne standarde. Zbog toga su neki muškarci bili izloženi pojačanom i povećanom uznemiravanju. Nije bilo jasno je li strategija tomboya rezultirala boljim ili lošijim poslovima.
Nalazi te studije mogu se primijeniti na druga radna okruženja, primjerice na tvornice, restorane, urede i sveučilišta. Studija zaključuje da pojedinačne strategije za suočavanje sa seksualnim uznemiravanjem vjerojatno neće biti učinkovite i mogu imati neočekivane negativne posljedice na radnom mjestu, pa čak mogu dovesti do povećanog seksualnog uznemiravanja. Čini se da su žene koje se pokušavaju same nositi sa seksualnim uznemiravanjem, bez obzira na to što rade, u situaciji u kojoj nema pobjede. Primjerice, nakon što je u Japanu uveden uređaj protiv dodirivanja koji omogućuje žrtvama da označe svoje napadače nevidljivom tintom, neki su stručnjaci tvrdili da je pogrešno stavljati takav teret na žrtvu.

### Uobičajeni učinci na žrtve
Uobičajeni psihološki, akademski, profesionalni, financijski i društveni učinci seksualnog uznemiravanja i odmazde:
- Postati javno seksualiziran (tj. grupe ljudi "procjenjuju" žrtvu kako bi ustanovili vrijedi li on ili ona "seksualne pozornosti" ili rizika karijere uznemirivača)
- Biti objektiviziran i ponižen ispitivanjem i ogovaranjem
- Smanjeni radni ili školski uspjeh kao posljedica stresnih uvjeta; povećan izostanak s posla u strahu od ponavljanja uznemiravanja
- Blaćenje karaktera i ugleda
- Učinci na seksualni život i odnose; mogu izazvati veliki stres u vezi s intimnim odnosima s partnerom, što ponekad rezultira razvodom
- Otpuštanje i odbijanje mogućnosti zaposlenja mogu dovesti do gubitka posla ili karijere i gubitka prihoda
- Stavljanje osobnog života na uvid javnosti; žrtva postaje "optužena", a njezina odjeća, način života i privatni život često će biti izloženi napadu
- Biti primoran napustiti tečajeve, promijeniti akademske planove ili napustiti školu (gubitak školarine) u strahu od ponavljanja uznemiravanja ili zbog stresa
- Biti primoran preseliti se u drugi grad, na drugi posao ili u drugu školu
- Gubitak referenci/preporuka
- Gubitak povjerenja u okruženja slična onom u kojem se zlostavljanje dogodilo
- Gubitak povjerenja u vrstu ljudi koji zauzimaju slične položaje kao i uznemirivač ili njegovi kolege, posebno u slučaju da nemaju podršku, poteškoće ili stres u odnosima s vršnjacima ili odnosima s kolegama
- Psihološki stres i narušavanje zdravlja
- Slabljenje mreže podrške ili udaljenost od stručnih ili akademskih krugova (prijatelji, kolege ili obitelj mogu se distancirati od žrtve ili je potpuno izbjegavati)

Neki od psiholoških i zdravstvenih učinaka koji se mogu pojaviti kod nekoga tko je seksualno uznemiren kao posljedica stresa i poniženja jesu depresija, anksioznost, napadaji panike, nesanica, noćne more, osjećaj sramote, osjećaj krivnje, poteškoće s koncentracijom,; glavobolja, umor, gubitak motivacije, želučani problemi, poremećaji prehrane (poput gubitka ili povećanja tjelesne težine), alkoholizam, osjećaj izdaje, povrijeđenost, ljutnja, nasilje prema počinitelju, bespomoćnost ili gubitak kontrole, povišen krvni tlak, gubitak samopouzdanja, povlačenje u sebe, izolacija, opći gubitak povjerenja u ljude, traumatski stres, posttraumatski stresni poremećaj (PTSP), složeni posttraumatski stresni poremećaj, suicidalne misli ili pokušaji samoubojstva i samoubojstvo.

### Osveta nakon žalbe
Osveta protiv žrtve koja je prijavila seksualno uznemiravanje vrlo je česta pojava. Žrtve koje prijavljuju seksualno uznemiravanje često se etiketiraju problematičnima i osobama koje traže pozornost. Slično kao i u slučajevima silovanja ili seksualnog napada žrtva često postaje optuženik, a njezin izgled, privatni život i karakter često se pomno istražuju i napadaju. Žrtve riskiraju neprijateljstvo i izolaciju od kolega, šefova, učitelja, kolega učenika, pa čak i prijatelja. Mogu postati metom mobbinga ili relacijske agresije.
Žene nisu nužno empatične prema podnositeljicama pritužbi koje su bile seksualno uznemiravane. Ako je uznemirivač bio muškarac, internalizirani seksizam (ili ljubomora zbog seksualne pozornosti prema žrtvi) može potaknuti neke žene da reagiraju s podjednakim neprijateljstvom prema podnositeljici pritužbe kao i neki muški kolege. Strah od bivanja metom, uznemiravanja ili odmazde također mogu uzrokovati neprijateljsko ponašanje nekih žena. Primjerice, kada je Lois Jenson podnijela tužbu protiv Eveleth Taconite Co., žene su je izbjegavale i na poslu i u zajednici, a mnoge od tih žena poslije su se pridružile njezinoj tužbi. Žene čak mogu projicirati neprijateljstvo na žrtvu kako bi se povezale sa svojim muškim kolegama i izgradile povjerenje.
Odmazda se događa kada je žrtva seksualnog uznemiravanja pretrpjela negativnu radnju kao posljedicu uznemiravanja. Primjerice, podnositelj pritužbe počne dobivati loše ocjene, sabotirani su mu projekti, uskraćuje mu se posao ili akademske mogućnosti, skraćuje mu se radno vrijeme ili trpi druge radnje koje umanjuju produktivnost žrtve ili sposobnost napredovanja na poslu ili školi. Ponekad se događa da je žrtva suspendirana s posla nakon što je prijavila seksualno uznemiravanje ili je zatraženo od nje da podnese ostavku. Odmazda može čak uključivati daljnje seksualno uznemiravanje, kao i uhođenje i cyberstalking. Štoviše, školski profesor ili poslodavac optužen za seksualno uznemiravanje ili uznemirivačev kolega može se okoristiti svojom moći tako da se žrtva više nikada ne zaposli (stavi na crnu listu) odnosno ne primi u drugu školu.

O ženama koje su joj se obratile kako bi podijelile vlastito iskustvo seksualnog uznemiravanja koje su pretrpjele od svojih učitelja feministička spisateljica Naomi Wolf 2004. je napisala:
Sramim se onoga što im govorim: da bi doista trebale razmisliti o pokretanju tužbe jer će se vjerojatno obistiniti ono čega se boje. Ni jedna od žena s kojima sam razgovarala nije imala gori ishod od tišine. Sjećam se da je jedna bila izbačena iz škole zbog pritiska vršnjaka. Mnoge su se suočile s birokratskim blokiranjem. Neke su žene rekle da su preko noći izgubile akademski status zlatnih djevojaka; potpore su presušile, pisma preporuka više nisu stizala. Obično su ključni donositelji odluka na fakultetu ili sveučilištu, osobito ako se radilo o privatnom sveučilištu, udružili snage kako bi zapravo u dosluhu s optuženim članom fakulteta ne nužno štitili njega, nego ugled sveučilišta i sprječavali objavu informacija koje bi mogle zaštititi druge žene. Činilo se da cilj nije osigurati uravnoteženu diskusiju, nego kontrolirati štetu.
Druga žena koju je intervjuirala sociologinja Helen Watson rekla je: "Suočiti se sa zločinom i suočiti se s njim u javnosti vjerojatno je gore od patnje u tišini. Otkrila sam da je to puno gore od samog uznemiravanja."

### Backlash stress
Backlash stress oblik je stresa koji proizlazi iz nesigurnosti u vezi s promjenom normi za interakciju sa ženama na radnom mjestu. Takav stres sad mnoge radnike odvraća od prijateljevanja s kolegicama ili pružanja bilo kakve pomoći kao što je držanje vrata otvorenim. Zbog toga su žene hendikepirane nedostatkom potrebnog umrežavanja i mentorstva.

## Politike i postupci u organizacijama
Većina tvrtki ima razvijenu internu politiku protiv seksualnog uznemiravanja, no te politike nisu osmišljene radi "reguliranja romantike", što bi bilo u suprotnosti s ljudskim porivima. 
Kada poduzeća ili javne ustanove ne poduzmu odgovarajuće mjere istrage te ne pokrenu psihološko savjetovanje i usmjeravanje, to često dovodi do:
- smanjene produktivnosti i povećanog sukobljavanja među kolegama
- smanjenog zadovoljstva poslom ili studijem
- gubitka učenika i osoblja. Gubitak učenika koji napuštaju školu i ostavke osoblja radi izbjegavanja uznemiravanja. Ostavke i otpuštanja navodnih zlostavljača.
- smanjene produktivnosti i povećanog izostanka s posla osoblja ili učenika koji su doživjeli uznemiravanje
- smanjenja uspjeha u postizanju akademskih i financijskih ciljeva
- povećanih troškova zdravstvene zaštite i naknade za vrijeme bolovanja zbog zdravstvenih posljedica uznemiravanja ili odmazde
- uvjerenja da je uznemiravanje dopušteno, što može narušiti etičke standarde i disciplinu u organizaciji općenito jer zaposlenici ili studenti gube poštovanje i povjerenje u kolege koji se u to upuštaju ili ignoriraju taj problem
- Ako se problem zanemari ili se ne sanira na odgovarajući način, imidž tvrtke ili škole može biti narušen
- U slučaju da se problem zanemaruje ili se s njim ne postupa na odgovarajući način (npr. davanje otkaza žrtvi) i ako se žrtva odluči na sudski postupak, poduzeće ili ustanova suočit će se s višestruko većim odvjetničkim i sudskim troškovima.[82][83][84][85][86]

Studije pokazuju da su ugođaj (tolerancija, politika, postupci itd.) i okruženje na radnom mjestu ključni za razumijevanje uvjeta u kojima će se vjerojatno pojaviti seksualno uznemiravanje i načina na koji će utjecati na žrtve (međutim, nedostaju istraživanja o specifičnim politikama i postupcima te strategije osvještavanja). Drugi element koji povećava rizik od seksualnog uznemiravanja jest rodni kontekst posla, primjerice mali broj žena u odnosu na broj muškaraca u bliskom radnom okruženju ili radnom mjestu koje se smatra netipičnim za žene.
Prema mišljenju dr. Orit Kamir najučinkovitiji način za izbjegavanje spolnog uznemiravanja na radnom mjestu kojim se također može utjecati na stanje svijesti javnosti jest da poslodavac usvoji jasnu politiku koja zabranjuje spolno uznemiravanje i da to svojim zaposlenicima izričito napomene. Kamir tvrdi da se mnoge žene radije žale i rješavaju stvar unutar kruga poduzeća i izbjegavaju "iznošenje prljavog rublja" sudskom tužbom jer ne žele da ih kolege, nadređeni i poslodavci dožive kao izdajicu.
Umjesto da se obrati policiji, većina ljudi preferira pragmatično rješenje koje bi zaustavilo uznemiravanje i spriječilo budući kontakt s uznemirivačem.

## Evolucija prava u različitim jurisdikcijama
Seksualno uznemiravanje može uključivati niz radnji, od blagih prijestupa do seksualnog zlostavljanja ili seksualnog napada. Seksualno uznemiravanje oblik je nezakonite diskriminacije pri zapošljavanju u mnogim zemljama te oblik zlostavljanja (seksualnog i psihičkog zlostavljanja) i zastrašivanja.
Deklaracija UN-a o sprječavanju nasilja nad ženama klasificira nasilje nad ženama u tri kategorije: ono koje se događa u obitelji, ono koje se događa unutar šire zajednice i ono koje je počinila ili odobrila država. Izraz seksualno uznemiravanje koristi se za definiranje nasilja kao "Fizičko, seksualno i psihičko nasilje koje se događa unutar neke zajednice, uključujući silovanje, seksualno zlostavljanje, seksualno uznemiravanje i zastrašivanje na poslu, u obrazovnim ustanovama i drugdje, trgovina ženama i prisilna prostitucija."

Opća preporuka Ujedinjenih naroda uz Konvenciju o uklanjanju svih oblika diskriminacije žena definira seksualno uznemiravanje žena kao:
Neželjeno ponašanje seksualne prirode kao što su neželjeni fizički kontakt ili seksualna ponuda, seksualno konotirane primjedbe, prikazivanje pornografije ili seksualni zahtjevi, bilo riječima ili djelima. Takvo ponašanje može biti ponižavajuće i može predstavljati zdravstveni i sigurnosni problem te je diskriminatorno kad žena ima razumnu osnovu za vjerovanje da bi joj prigovor nanio štetu u vezi s njezinim zaposlenjem, uključujući očuvanje radnog mjesta ili napredovanje, odnosno stvorio neprijateljsko radno okruženje. 
Premda većinom muškarci seksualno uznemiravaju žene, mnogi zakoni u različitim zemljama koji zabranjuju seksualno uznemiravanje tvrde da i muškarci i žene mogu biti uznemirivači ili žrtve seksualnog uznemiravanja. Međutim, većinu tužbi seksualnog uznemiravanja podižu žene.  

Definicija seksualnog uznemiravanja i njegovo sprječavanje regulirani su direktivom Europske unije. U svibnju 2002. Europsko vijeće i Europski parlament izmijenili su Direktivu Vijeća 76/207/EEZ iz 1976. godine o jednakom ponašanju prema muškarcima i ženama pri zapošljavanju, osposobljavanju i napredovanju kako bi zabranili seksualno uznemiravanje na radnom mjestu i nazvali ga oblikom spolne diskriminacije i povredom dostojanstva. Uznemiravanje i seksualno uznemiravanje prema Direktivi 2002/73/EZ od 23. rujna 2002. smatraju se diskriminacijom na temelju spola i stoga su zabranjeni. Direktiva je zahtijevala od svih država članica Europske unije da donesu zakone o seksualnom uznemiravanju ili izmijene postojeće zakone do listopada 2005. kako bi bile u skladu s Direktivom. Definicija Direktive,
Spolno uznemiravanje: pojava bilo kojeg oblika neželjenog verbalnog, neverbalnog ili fizičkog ponašanja seksualne prirode, sa svrhom ili učinkom povrede dostojanstva osobe, osobito ako za posljedicu ima stvaranje zastrašujućeg, neprijateljskog, ponižavajućeg ili uvredljivog okruženja.
unesena je u Kazneni zakon kao i u Zakon o ravnopravnosti spolova Republike Hrvatske.
Konvencija o sprečavanju i borbi protiv nasilja nad ženama i nasilja u obitelji (Istanbulska konvencija) također se bavi pitanjem seksualnog uznemiravanja i u 40. članku navodi sličnu definiciju.
Povjerenstvo Sjedinjenih Američkih Država za jednake mogućnosti zapošljavanja (EEOC) navodi: "Protuzakonito je uznemiravati osobu (podnositelja zahtjeva ili zaposlenika) zbog spola te osobe."
U Indiji je slučaj Vishakha i drugih protiv države Radžastan 1997. bio ključan u proglašavanju seksualnog uznemiravanja nezakonitim. U Izraelu je Zakon o jednakim mogućnostima zapošljavanja iz 1988.definirao kao kazneno djelo osvetu poslodavca prema zaposleniku koji je odbio seksualnu ponudu, ali je tek 1998. izraelski Zakon o seksualnom uznemiravanju takvo ponašanje proglasio nezakonitim.
Kina je 2005. donijela nove odredbe u Zakon o zaštiti prava žena koje uključuju spolno uznemiravanje. Godine 2006. stupio je na snagu "Šangajski dodatak" koji pomaže u daljnjem definiranju seksualnog uznemiravanja u Kini.
Seksualno uznemiravanje prvi je put jasno kriminalizirano u modernoj egipatskoj povijesti u lipnju 2014.
Po podacima do 2016. seksualno uznemiravanje nije kažnjivo u Kuvajtu i Džibutiju.

## Kritike
Iako se izraz "seksualno uznemiravanje" uglavnom odnosi na izričito štetno i moralno iskvareno ponašanje, može se shvatiti i u širem smislu i tako izazvati polemike, pa tako i nesporazume. U Sjedinjenim Državama zakon o seksualnom zlostavljanju kritizirale su osobe kao što su odvjetnik Alan Dershowitz te teoretičar prava i libertarijanac Eugene Volokh jer smatraju da ograničava pravo na slobodu govora.
Jana Rave, profesorica organizacijskih studija na Queen's School of Businessu, kritizirala je politiku seksualnog uznemiravanja u Ottawa Business Journalu jer je smatrala da pomaže održati zastarjele stereotipe o ženama kao "slabašnim, neseksualnim bićima" kojima je potrebna posebna zaštita i da istovremeno žalbe smanjuju prihod tvrtki. Camille Paglia tvrdi da se djevojke naposljetku mogu ponašati tako da lakše postanu žrtve seksualnog uznemiravanja, primjerice pristojnošću. U intervjuu s Playboyem izjavila je: "Imajte na umu do koje točke vaša pristojnost može natjerati ljude oko vas da vam počnu upućivati opscene ili pornografske komentare – katkad da bi prkosili vašoj pristojnosti. Što se više rumenite, ljudi to više žele činiti."
Drugi kritičari smatraju da je seksualno uznemiravanje veoma ozbiljan problem, ali da se sadašnji stavovi previše usredotočuju na samu seksualnost umjesto na vrstu ponašanja koja onemogućava uspješan zajednički rad ženama ili muškarcima. Viki Shultz, profesorica prava na Sveučilištu u Yaleu, izjavila je: "Mnogi najučestaliji oblici uznemiravanja osmišljeni su kako bi poslovi, poglavito vrste poslova određene visokim primanjima, ostali temelji muške kompetencije i autoriteta." Feministica Jane Gallop smatra da je takav razvoj definicije seksualnog uznemiravanja proizvod "raskola" između onoga što naziva "feministicama moći" koje podržavaju pozitivna stajališta o seksu (poput nje same) i onoga što naziva "feministicama žrtava" koje to ne čine. Tvrdi da je taj raskol pomogao dovesti do perverzije definicije seksualnog uznemiravanja koja se nekoć temeljila na seksizmu, no naposljetku se počela odnositi na bilo čemu što je seksualne prirode.
Također među nekima postoji bojazan da politiku seksualnog uznemiravanja mogu zloupotrijebiti individualne osobe, poslodavci i administratori služeći se lažnim ili neozbiljnim optužbama da bi izbacili zaposlenike koje žele eliminirati iz drugih razloga. Ti zaposlenici u Sjedinjenim Državama često nemaju pravo na odštetu zbog zakona koji u većini saveznih država omogućuje poslodavcu da otpusti zaposlenika iz bilo kojeg razloga i bez prethodnog upozorenja.
O'Donohue i Bowers naveli su 14 mogućih razloga za lažne optužbe za seksualno uznemiravanje: "laganje, granični poremećaj ličnosti, histrionski poremećaj ličnosti, psihoza, predrasude o rodu i spolu, zloupotreba opijata, demencija, lažna sjećanja, lažne interpretacije, nepristrani intervjui, sociopatija, ostali poremećaji ličnosti koji nisu podrobnije određeni."
Također se raspravlja o tome jesu li neki od nedavnih trendova koji potiču nošenje oskudnije odjeće i slobodnije ponašanje stvorili okruženje koje je općenito seksualiziranije i u kojem se određeni oblici komunikacije, koji su samo odraz veće seksualiziranosti općenitih okruženja, nepravedno nazivaju uznemiravanjem.
Vode se mnoge rasprave o tome kako bi se organizacije trebale odnositi prema seksualnom uznemiravanju. Neki promatrači smatraju da se za te organizacije treba uspostaviti standard nulte tolerancije "Moram prijaviti, moram istražiti, moram kazniti". Ostali smatraju da bi osobe koje se osjećaju uznemireno u većem broju okolnosti trebale imati pristup raznim mogućim rješenjima problema.
Zakoni o seksualnom uznemiravanju mogu se također nepravedno iskoristiti. U jednom su istraživanju nezatražene seksualne ponude smatrane više uznemirujućima i neugodnima kad ih je davao neprivlačan kolega suprotnog spola nego kad ih je davao privlačan kolega suprotnog spola.

## U medijima i književnosti
- 678, film koji se usredotočuje na seksualno uznemiravanje žena u Egiptu.
- Balada o maloj Jo, film utemeljen na istinitoj priči o ženi koja živi na Divljem zapadu i koja se prerušava u muškarca kako bi se zaštitila od seksualnog uznemiravanja i zlostavljanja žena koje je prečesto u tom okruženju.
- Bombshell, film iz 2019. temeljen na izvještajima žena u Fox Newsu koje su namjeravale razotkriti izvršnog direktora Rogera Ailesa za seksualno uznemiravanje.
- Disclosure, film u kojem glume Michael Douglas i Demi Moore u kojem muškarca seksualno uznemirava njegova nadređena žena, koja pokušava iskoristiti situaciju da mu uništi karijeru tvrdeći da je on seksualni uznemirivač.
- Sramota, roman o južnoafričkom profesoru književnosti čija je karijera uništena nakon što je imao fizički odnos sa studenticom.
- Hostile Advances: The Kerry Ellison Story, televizijski film o Ellisonu v. Brady, slučaj koji je postavio presedan o "razumnoj ženi".
- U društvu muškaraca, film o dvojici muških kolega koji, ljuti na žene, kuju zavjeru i zlonamjerno se igraju emocijama gluhog podređenog zaposlenika koji radi u istoj tvrtki.
- Les Misérables, mjuzikl prema romanu Viktora Huga. Lik Fantine otpušten je s posla nakon što je odbila imati spolni odnos sa svojim nadređenim.
- Sestre Magdalene, film temeljen na istinitim pričama o mladim ženama koje su zatočene zbog "sramoćenja svojih obitelji" silovanjem, seksualnim zlostavljanjem, flertovanjem ili jednostavno ljepotom, a potom su ih časne sestre i svećenici seksualno uznemiravali i zlostavljali u azilima Magdalene u Irskoj.
- Devet do pet, komedija u kojoj igraju Jane Fonda, Lily Tomlin i Dolly Parton; prati tri žene koje njihov šef neprestano maltretira i seksualno uznemirava.
- North Country, film iz 2005. godine koji prikazuje izmišljeni prikaz Jensona v. Eveleth Taconite Co., prve tužbe protiv seksualnog uznemiravanja u SAD -u.
- Oleanna, američka predstava Davida Mameta, a poslije film u kojem glumi William H. Macy. Profesoricu s fakulteta student optužuje za seksualno uznemiravanje. Film se bavi moralnim kontroverzama jer nikada ne postaje jasno koji je lik žrtva.
- Pretty Persuasion, film u kojem glume Evan Rachel Wood i James Woods u kojem se učenici osvećuju razvratnom i fanatičnom učitelju. Satiričan film o seksualnom uznemiravanju i diskriminaciji u školama te stavovima prema ženama u medijima i društvu.
- Ratna zona, dokumentarni film o uličnom uznemiravanju.
- Hunters Moon, roman Karen Robards, bavi se ženskim iskustvom seksualnog uznemiravanja na radnom mjestu.
- U pilot-epizodi američke humoristične serije Ally McBeal Ally napušta posao u svojoj prvoj tvrtki zbog neželjene pozornosti i pipkanja muškog suradnika.
- Mjuzikl iz 1961. Kako uspjeti u poslu, a da se zapravo ne trudite bavi se temama sporazumne uredske romanse i neželjenog seksualnog uznemiravanja; jedan je muškarac otpušten jer se nabacivao pogrešnoj ženi, a drugi muškarac upozoren je pjesmom pod nazivom Tajnica nije igračka.
- Foxova glazbeno-dramska emisija Glee bavi se pitanjima seksualnog uznemiravanja u epizodama "The Power of Madonna", "Never Been Kissed" i "The First Time".
- Zapovjednik Jeffrey Gordon, vojni glasnogovornik u Guantanamu, požalio se da ga je novinar seksualno uznemiravao.
- AMC-ova dramska emisija Mad Men, smještena u šezdesete godine prošlog stoljeća, istražuje u kojoj je mjeri seksualno uznemiravanje bilo prisutno u društvu u to vrijeme.